# Pascoea undulata
Pascoea undulata là một loài bọ cánh cứng trong họ Cerambycidae.